# Vlag van Singapore
De vlag van Singapore bestaat uit de twee horizontale helften, rood boven wit. Het rood symboliseert de universele broederschap en gelijkheid van het volk; het wit staat voor zuiverheid en deugd. In de linkerbovenhoek vormen een witte halve maan en vijf witte sterren een cirkel. De halve maan vertegenwoordigt een jonge natie die opbloeit. De vijf sterren staan voor democratie, vrede, vooruitgang, rechtvaardigheid en gelijkheid.
De nationale vlag werd op 3 december 1959 onthuld bij de installatie van het nieuwe staatshoofd, Yang Di-Pertuan Negara, en werd een belangrijk symbool van de onafhankelijkheid. De vlag werd ontworpen door een commissie die geleid werd door de vicepremier, Dr. Toh Chin Chye.

## Geschiedenis
Singapore stond in de 19e eeuw onder Brits bestuur, nadat het samen met Malakka en Penang was opgegaan in de Straits Settlements. De vlag die werd gebruikt om de nederzettingen te vertegenwoordigen was een Britse Blauw vaandel met daarop een rode ruit met drie gouden kronen - één voor elke nederzetting - gescheiden door een witte omgekeerde gaffel, die op een omgekeerde Y lijkt.
De nederzetting Singapore had geen aparte vlag, hoewel de stad in 1911 een wapen kreeg met een leeuw erop. Tijdens de bezetting van Singapore door de Japanners tijdens de Tweede Wereldoorlog werd de Japanse nationale vlag gebruikt op het land door het leger en tijdens openbare evenementen. Kort na de Tweede Wereldoorlog werd Singapore een onafhankelijke kroonkolonie en nam het zijn eigen vlag aan. De vlag werd gewijzigd ten opzichte van de Straits Settlements vlag om het aantal kronen terug te brengen van drie naar één. Bij de troonsbestijging van koningin Elizabeth II werd de kroon in de gaffel veranderd in de kroon van Sint-Edward.
Singapore werd op 3 juni 1959 zelfbesturend binnen het Britse Rijk. Zes maanden later, bij de installatie van de nieuwe Yang di-Pertuan Negara (staatshoofd) op 3 december 1959, werd de nationale vlag officieel aangenomen, samen met het staatswapen en het volkslied Majulah Singapura ("Onward Singapore"). Toenmalig vicepremier Toh Chin Chye besprak de creatie van de nationale vlag in een interview uit 1989:
Hoewel we zelfbestuur hadden, was het vanaf het begin noodzakelijk om genoeg verschillende rassen samen te brengen als een Singaporese natie... Behalve het volkslied moesten we ook de vlag en het wapenschild produceren. We stonden erop dat het een vlag van de staat Singapore was en dat deze naast de Union Jack zou wapperen.
Het ontwerp van de vlag werd in twee maanden voltooid door een commissie onder leiding van Toh. Aanvankelijk wilde hij dat de hele achtergrond van de vlag rood zou zijn, maar het kabinet besloot hiertegen, omdat rood werd beschouwd als een verzamelpunt voor het communisme. Toh was tegen een rood-wit ontwerp omdat hij vond dat het te veel leek op de vlaggen van Indonesië en Polen, maar de voorstellen voor geheel rode, geheel blauwe of blauw-witte ontwerpen werden verworpen. Volgens Toh had de vlag oorspronkelijk slechts drie sterren (die stonden voor democratie, rechtvaardigheid en gelijkheid), maar later werden er nog twee sterren en een halve maan aan toegevoegd om afstand te nemen van het embleem van de Maleisische Communistische Partij en om de Maleisisch-moslimgemeenschap ervan te verzekeren dat Singapore "geen Chinese staat" was. Volgens een verslag van Lee Kuan Yew wilde de Chinese meerderheid sterren gebaseerd op de vlag van de Volksrepubliek China, terwijl de Maleisische minderheid een halve maan wilde om de islam te vertegenwoordigen. Beide symbolen werden gecombineerd om de nationale vlag van Singapore te creëren.
Op 30 november 1959 werd de Singapore State Arms and Flag and National Anthem Ordinance 1959 aangenomen om het gebruik en het tonen van het staatswapen en de staatsvlag en de uitvoering van het volkslied te regelen. Bij de presentatie van de motie aan de Wetgevende Vergadering van Singapore op 11 november 1959 verklaarde Sinnathamby Rajaratnam, de minister van Cultuur: "Nationale vlaggen, wapenschilden en volksliederen drukken symbolisch de hoop en idealen van een volk uit ... Het bezit van een nationale vlag en wapenschild is voor een volk een symbool van zelfrespect."
In september 1962 stemde de bevolking van Singapore voor een fusie met Malakka, Sarawak en Noord-Borneo om Maleisië te vormen. Het proces werd voltooid op 16 september 1963, toen de Maleisische vlag op Singapore werd gehesen door premier Lee Kuan Yew. De Singaporese vlag werd opnieuw bevestigd als nationale vlag toen Singapore op 9 augustus 1965 volledig onafhankelijk werd van Maleisië.

Vlag van de Straits Settlements, 1874-1925
Vlag van de Straits Settlements, 1925-1946
Vlag van de Kolonie Singapore, 1946-1952
Vlag van de Kolonie Singapore, 1952-1959